# Jedelienne (délégation)
Jedelienne est une délégation tunisienne dépendant du gouvernorat de Kasserine.
En 2004, elle compte 13 205 habitants dont 6 506 hommes et 6 699 femmes répartis dans 2 496 ménages et 2 579 logements.